# Rice (Minnesota)
Pour les articles homonymes, voir Rice.
Rice est une ville américaine située dans le comté de Benton, dans le Minnesota. Selon le recensement de 2010, sa population est de 1 275 habitants.